# 魔宮バビロン
『魔宮バビロン』（まきゅうバビロン）は、菊地秀行の小説。魔界都市シリーズの第2弾で朝日ソノラマから1988年7月1日に出版された。

## あらすじ
魔震（デビル・クエイク）と呼ばれる謎の大地震によって壊滅し、無数の怪異が渦巻き、魔界都市の異名で呼ばれる〈新宿〉。
2030年。新宿でも〈最高危険地帯（MDZ）〉に指定された新宿中央公園に突如、たった四本の柱で支えられた巨大な建造物が出現した。それは古代バビロニアの王によって作られた空中庭園だった。
この世界の科学・魔術の知識で理解できないこの巨大建造物を、あくまでも合法の建物であると主張し、大胆不敵にも世界中のVIPを招待する仮面王。例のごとく事件に巻き込まれた十六夜京也とさやか。仮面王の目的は、王妃セミラミスの復活であり、さやかがその鍵を握る。
敵陣営の圧倒的なパワーに修行し直しを決心する京也。敵が今以上の行動に出ないよう、敢えて敵に身を委ねるさやかと死者転生の秘術に興味を持ち、仮面王の儀式を看過するドクター・メフィスト。
遂にヒマラヤで修行中の京也不在のまま、最終決戦が〈新宿〉の空中庭園で始まる。さやかの肉体に転生したセミラミスは、メフィストが2500年前に自分の魂を封じたドクトル・ファウスタスであると見抜き、復讐に挑む。戦いの最中、ヨーガの遠隔移動（テレポート）を体得し、京也が〈新宿〉に舞い戻った。そしてさやかの白い力がセミラミスの邪悪な魂に打ち勝ち、空中庭園は崩壊する。

## 登場人物
- 十六夜京也（いざよい　きょうや） - 十六夜念法を使う少年
- 羅摩さやか（らま） - 地球連邦政府首席こずみの一人娘
- ドクター・メフィスト - 魔界医師の異名で呼ばれる医師
- セミラミス - 古代アッシリアの女王
- ネブカドネザル二世 - 古代バビロニアの王
- ビアン - マルドゥークの三騎士の一人
- バレン - マルドゥークの三騎士の一人
- マチアス - マルドゥークの三騎士の一人
- イシュミール - セミラミスに幽閉されていた魔人
- オグドアラ - セミラミスに幽閉されていた魔人
- ゼムリア - 過去世界で木の剣を扱う剣士
- ドクトル・ファウスタス - 過去世界で活躍する魔道士
- 山科局長 - 地球連邦政府日本支部局長

## 刊行歴
- 『魔宮バビロン』ソノラマ文庫（朝日ソノラマ）、1988年、 ISBN 4-257-76423-6